# حزب الإصلاح السوري
حزب الإصلاح السوري ويُعرف اختصارا باسم RPS هو حزب سياسي سوري ولوبي يقع مقره في الولايات المتحدة. نشط الحزب في بداية القرن الحادي والعشرين. زعيم الحزب هو فريد الغادري السوري الحاصل على الجنسية الأمريكية والذي وُصف بأنه «شخصية مثيرة للجدل» من قِبل قناة الجزيرة. تدعي بعض المصادر أن للحزب دور في أحداث 11 سبتمبر 2001
 كما تُؤكد مصادر أخرى على أن الحزب يقوم بالضغط إعلاميا من أجل تشكيل تحالف ضد الإرهاب.
تسرب البرقيات الدبلوماسية للولايات المتحدة الأمريكية كشفت أن الغادري ومنظمته «غير مرحب بهما» حسب رياض سيف، كما كشفت نفس البرقيات المسربة على أن أحد أعضاء البرلمان السوري يعتبر الغادري «شخصية رئيسية» وله دور مهم في التأثير على السياسات السورية. وبالمثل فإن هيثم المالح الذي أصبح لاحقا قياديا في المجلس الوطني السوري ينظر إلى الغادري وحزبه «كانتهازي».